# Веринг
Веринг (на немски: Währing) е осемнадесетият окръг на Виена. Намира се в северозападната част на града. Там са разположени редица от чуждестранните посолства във Виена.
Във Веринг се намира мястото, където са погребани първоначално Лудвиг ван Бетховен и Франц Шуберт (Верингското гробище, днес известно като „Парк на Шуберт“). Гробовете на двамата композитори са преместени в централното гробище във Виена през 1988 г. Там, където е бил погребан първоначално Шуберт, има бюст на композитора от скулптора Йозеф Диалер.
Астероидът 226 Weringia е наречен на Веринг, откъдето е открит през 1882 г. 

## Подразделения
- Веринг
- Вайнхаус
- Герстхоф
- Пьоцлайнсдорф